# 学校法人高田学苑

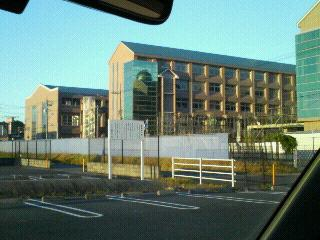
高田中学校・高等学校

学校法人 高田学苑（がっこうほうじん たかだがくえん）は、三重県津市に本部を置く真宗高田派の運営する学校法人。高田短期大学などを運営する。

## 沿革
- 1741年：高田本山専修寺学寮で宗典が講義される。
- 1796年：勧学堂を設置する。
- 1871年：貫練場（後の高田中学校・高等学校）を設立する。
- 1872年：貫練場で僧侶以外にも講義開始（学苑創立とする）。
- 1922年：財団法人真宗高田派教育財団認可。
- 1951年：財団法人真宗高田派教育財団を学校法人高田学苑に改組。
- 1966年：高田短期大学保育科が設立される。

## 設置している大学、学校
- 高田短期大学
- 高田中学校・高等学校

## 所在地
- 三重県津市一身田町2843